# Rhipidura verreauxi
Rhipidura verreauxi е вид птица от семейство Rhipiduridae.

## Разпространение
Видът е разпространен във Вануату, Нова Каледония и Фиджи.